# Tiszasziget
Tiszasziget is een plaats (község) en gemeente in het Hongaarse comitaat Csongrád. Tiszasziget telt 1726 inwoners (2002).